# Ізабель Каро
Ізабель Каро (фр. Isabelle Caro; 12 вересня 1982 — 17 листопада 2010) — французька фотомодель, акторка и письменниця. Хворіла на анорексію, стала відомою у рамках кампанії боротьби з цим харчовим розладом.

## Біографія
Ізабель Каро народилася 12 вересня 1982 року в Марселі.
Страждала від важкої форми нервової анорексії з 13-ти років, викликаної проблемами в дитинстві. Батька вона бачила вкрай рідко, а мати, яка перебувала в постійній депресії, дуже боялася, що дочка виросте і покине її. Ізабель була повністю позбавлена контакту із зовнішнім світом, єдиною віддушиною залишалася гра на скрипці. Ізабель так любила матір і не хотіла її засмучувати, що повністю відмовилася від їжі. Вона думала, що, якщо не їстиме, то назавжди залишиться маленькою дівчинкою, як і хотіла мати. У 13 років Ізабель попросила в подарунок ваги і почала різко худнути, в день з'їдала не більше п'яти кукурудзяних пластівців і двох скибочок шоколадки.
У 2007 році фотограф Олів'єро Тоскано зробив Ізабель Каро обличчям рекламної компанії «Ні анорексії», метою якої стало привернення уваги громадськості до проблеми анорексії у молодих дівчат і жінок. Знімки Ізабель шокували публіку, адже вона важила всього 25 кг при зрості 165 см. При цьому за участь у рекламній акції фірма Flash & Partners, яка виробляє модний одяг під брендом «Nolita», заплатила Каро лише 700 євро.
У 2008 році Ізабель Каро випустила книгу «Маленька дівчинка, яка не хотіла товстіти». У ній вона написала про те, як захворіла, і застерігала від хвороби тих, хто вирішили стати моделями.
|  | Я ніколи не зможу мати довге волосся. У мене не залишилося зубів, мої груди нагадують груди 70-ти річної бабусі. Шкіра під очима дуже тонка і майже чорна. Відсутність апетиту - це зовсім не спосіб життя, а серйозна хвороба. |

Померла Ізабель Каро у 28 років в лікарні, куди потрапила з діагнозом «гостре респіраторне захворювання», причина смерті досі не встановлена. На той момент її вага становила 30 кг.
18 січня 2011 року було повідомлено, що мати Каро вчинила самогубство протягом попереднього тижня.